# Oxoia irrorativiridis
Oxoia irrorativiridis är en fjärilsart som beskrevs av George Thomas Bethune-Baker 1904. Oxoia irrorativiridis ingår i släktet Oxoia och familjen tandspinnare. Inga underarter finns listade i Catalogue of Life.